# Кастаньето-Кардуччи
Кастаньето-Кардуччи (итал. Castagneto Carducci) — коммуна в Италии, располагается в регионе Тоскана, в провинции Ливорно.
Население составляет 8618 человек (2008 г.), плотность населения составляет 61 чел./км². Занимает площадь 142 км². Почтовый индекс — 57022. Телефонный код — 0565.
Покровителем коммуны почитается святой Лаврентий, празднование 10 августа.

## Демография
Динамика населения:

## Администрация коммуны
- Официальный сайт: http://www.comune.castagneto-carducci.li.it/ Архивная копия от 8 апреля 2010 на Wayback Machine